# Зу (департамент)
Зу (фр. Zou) — департамент Беніну. Знаходиться в південній частині країни. Адміністративний центр - місто Абомей.

## Географія
Межує на заході з Того і департаментом Куффо, на півночі - з департаментом Коллінз, на сході - з департаментом Плато, на півдні - з департаментами Атлантичний та Веме.

## Адміністративний поділ

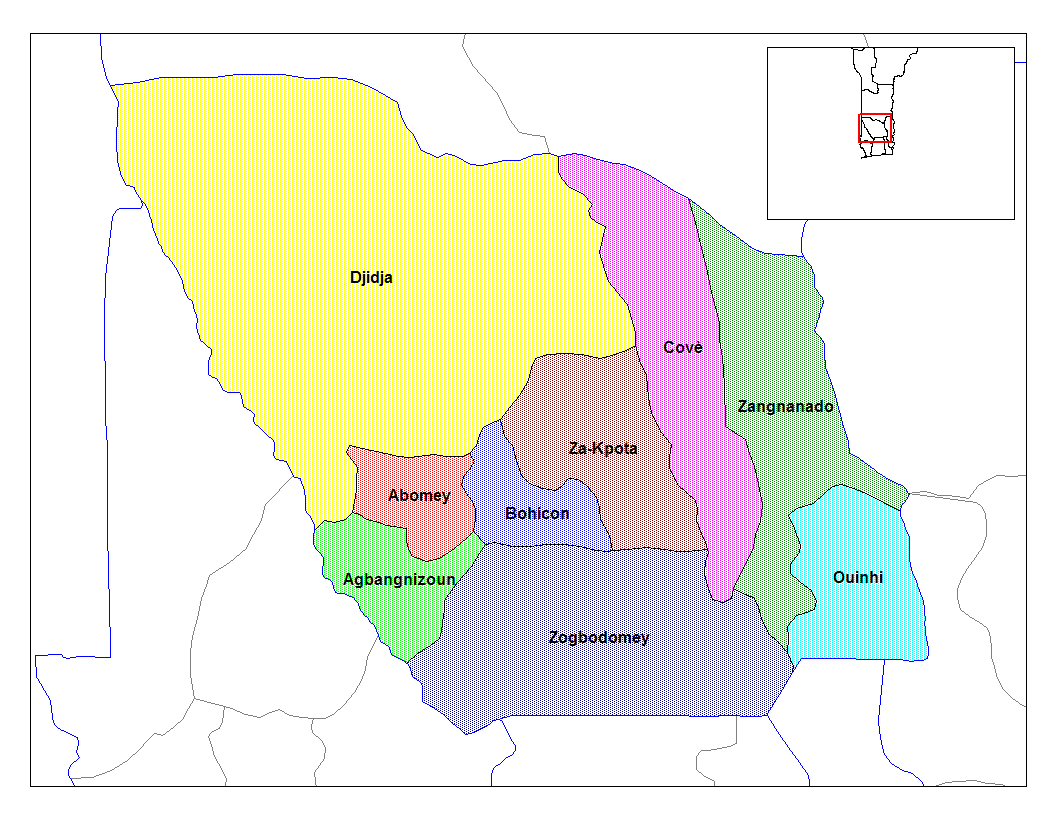
Комуни департаменту Зу.

Включає 9 комун:
- Абомей (фр. Abomey)
- Агбаннізун (фр. Agbangnizoun)
- Бохікон (фр. Bohicon)
- Джиджа (фр. Djidja)
- Загнанадо (фр. Zagnanado)
- Зодогбомей (фр. Zodogbomey)
- За-Кпота (фр. Za-Kpota)
- Кове (фр. Cové)
- Манала (фр. Manala)
- Уїні (фр. Ouinhi)